# Надіївка (Дніпровський район)
Надіївка (до 2016 року — Жданове) — селище в Україні, у Солонянській селищній громаді Дніпровського району Дніпропетровської області. Населення станом на 2021 рік — 1141 мешканець.

## Географія
Селище Надіївка розташоване на лівому березі річки Мокра Сура, вище за течією на відстані 2,5 км розташоване село Петрівське, нижче за течією на протилежному березі річки Суха Сура на відстані 2 км розташоване село Сурсько-Михайлівка, на протилежному березі — села Аполлонівка і Привільне. Через селище проходять автошлях регіонального значення Р80 і залізниця, станція Привільне.

## Історія
Комплекс будівель залізничної станції Привільне споруджений у 1910-х—1929 роках, який розташований на східній околиці селища Надіївка (до 2016 року — Жданове), отримавши свою назву від села Привільне, яке розташоване за 4 км на південний захід від Надіївки. Належить до типу станцій, споруди яких розташовані з одного боку колій. Крім будівель, які є невіддільною складовою пам'ятки (будівля станції, два житлові будинки, станційний туалет, водонапірна вежа), до пристанційного комплексу входить низка службових будівель, що не мають історико-культурної цінності та не впливають на її візуальне сприйняття. Станція Привільне розпочала свою розбудову на початку ХХ століття із будівництва житлових будинків залізничників, допоміжних службових і господарських споруд пристанційного селища. Подальшому розвитку завадила спочатку Перша світова війна, а потім і військові події часів Української революції 1917—1921 років. Сама станція, на лінії Апостолове — Дніпропетровськ—Південний (нині — Дніпро-Лоцманська) Придніпровської залізниці, була введена в експлуатацію лише у 1932 році. До початку 2010-х років вантажно-пасажирська станція Привільне на лінії Апостолове — Нижньодніпровськ-Вузол дійшла без значних змін і перебуває у задовільному технічному стані.
Корпус № 1
Будівля станції  — цегляна, на невисокому бутовому цоколі, одноповерхова, під вальмовим дахом, прямокутна в плані, розміщується видовженими фасадами паралельно до колій. Фасади пофарбовані охристим кольором із виділенням декору білим. Цоколь — сірий, потинькований щільним шаром із «рваною» фактурою поверхні. Чільним (південно-східним) фасадом корпус зорієнтований у бік перону, при цьому його композиція несиметрична — з центральним тривісним ризалітом із парадним входом, і з бічними п'яти- та чотириосьовими частинами. Протилежний (північно-західний) фасад натомість має симетричну композицію — з центральним ризалітом у три осі віконних прорізів і бічними чотириосьовими частинами, в одній з яких знаходиться додатковий вхід (це дещо порушує центральноосьову симетрію фасаду). Ще один вхід розташовується в одновісному південно-західному торцевому фасаді, а протилежний торець — двовісний, при цьому прорізи зроблені у вигляді ніш (псевдовікон). Видовжені фасади декоровані рівноцінно, зорово членуючись лопатками у міжвіконних простінках. Елементами декорування будівлі виступає фактурний рельєф кам'яного цокольного мурування, цегляний декор першого поверху із використанням гуртів, підвіконь, лопаток, замкового каміння, профільованого карниза.
Корпус № 2
Житловий будинок — цегляний, одноповерховий, на бутовому цоколі, під вальмовим дахом, має слабковиражену П-подібну форму з симетрично розташованими крилами з двовісними фасадами, спрямованими у бік колій. Розташовується на південний захід від корпусу № 1, в опорядженні зелених насаджень та чагарників, видовженими фасадами паралельно до залізничних колій. Симетричну об'ємно-планувальну композицію корпусу порушує низка різногабаритних дисонівних утилітарних прибудов, що потребують демонтажу. Південно-східний фасад, орієнтований у бік залізничних колій, тридільний, із випнутими бічними двовісними ризалітами та центральною заглибленою частиною. Протилежний фасад — однодільний, симетричний, десятивісні, із бічними здвоєними віконними прорізами. Торцеві фасади — одновісні, розчленовані по вертикалі лопатками. Будівля декорована гарно проробленим цегляним декором, з використанням гуртів, лопаток, опорядження віконних і дверних прорізів.
Корпус № 3
Житловий будинок розміщується на південний захід від корпусу № 2, завершуючи пристанційний комплекс. Одноповерховий, на бутовому цоколі, під вальмовим дахом. Композиційно та декоруванням відповідає корпусу № 2, але на відміну від нього бічні двовісні крила спрямовані у протилежний бік від колій. Розташовується на одній осі з корпусом № 2, відокремлюючись від нього господарськими спорудами та огородженням ділянки.
Корпус № 4
Станційний туалет розташовується на південний захід від будівлі станції, між нею та корпусом № 2. Одноповерховий, цегляний, на бутовому цоколі, пофарбований, як і попередні корпуси: цоколь — сірого кольору, стіни — жовто-охристого, декор — білого. Прямокутний у плані невеликий об'єм видовженими фасадами розміщений паралельно до колій. Фасади двовісні, при цьому прорізи мають вигляд псевдовікон. На поперечних одновісних фасадах розташовуються входи до приміщень туалету. Об'ємно-планувальна композиція — симетрична, відповідає функціональному призначенню споруди. Двоскатний дах, перекритий шифером, утворює на торцях трикутні шпилі. Декорування фасадів аналогічне до інших корпусів комплексу.
Корпус № 5
Водонапірна вежа — двоярусна, восьмигранна, цегляна, на цегляному цоколі, завершується над широким профільованим карнизом — шатром складної форми, яке увінчане світловим підбанником, перекритим майже пологою банею. На протилежних одновісних гранях розташовані декоровані прорізи — прямокутні на першому ярусі та аркові на другому. Водонапірна вежа зараз не функціонує, її замінила новозведена вежа на півночі, але, попри це, через своє окреме розташування на підвищеній місцевості, висотні габарити, якісне пророблення цегляного декору та збереженість, первісна вежа станції є головним акцентом пам'ятки. Комплекс залізничної станції Привільне – один із небагатьох комплексів, який зберіг не тільки планувальну структуру, але й більшість пристанційних споруд у задовільному стані. Будівлі зведені в еклектиці з використанням елементів раціонального модерну.
17 липня 2020 року, внаслідок адміністративно-територіальної реформи, селище Привільне увійшло до складу Дніпровського району, замість ліквідованого Солонянського району.

## Населення

### Мова
Розподіл населення за рідною мовою за даними перепису 2001 року:
| Мова            | Кількість | Відсоток |
| --------------- | --------- | -------- |
| українська      | 1087      | 92.91%   |
| російська       | 76        | 6.50%    |
| білоруська      | 3         | 0.26%    |
| вірменська      | 1         | 0.07%    |
| інші/не вказали | 3         | 0.26%    |
| Усього          | 1170      | 100%     |

## Економіка
- ТОВ Солонянський завод «Агрополімердеталь».
- Привільнянське хлібозаготівельне підприємство, ТОВ.
- Магазин «Світлана».
- Газове господарство «ГНС Привільне».

## Об'єкти соціальної сфери
- Надіївська гімназія-філія
- КУ Надіївський ДНЗ «Дюймовочка»
- Фельдшерсько-акушерський пункт
- Будинок культури
- Бібліотека
- Відділ земельних ресурсів виконавчого комітету Солонянської селищної ради

## Релігія
В селі разташований Храм Преображення Господнього ПЦУ (вул. Садова, 2).